# Erick Arias
Erick Antonio Arias Rodríguez (Comayagua, Comayagua, Honduras; 30 de enero de 1998) es un futbolista hondureño.
Actualmente juega como mediocampista y su club actual es el  Atletíco Independiente  de Siguatepeque en la Liga Nacional de Ascenso de Honduras y utiliza el número 15.
Archivo:Erick Arias Honduras.jpg

## Trayectoria
Erick comenzó su carrera en el Comayagua F.C. de la Liga de Ascenso de Honduras. El 20 de noviembre de 2015 fue transferido al Fútbol Club Jumilla de España, pero de allí lo enviaron en préstamo al Football Club Chiasso de la Challenge League de Suiza.

## Selección nacional
El 18 de septiembre de 2015 se anunció que había sido convocado para disputar la Copa Mundial de Fútbol Sub-17 de 2015 en Chile.
El 5 de mayo de 2015 se anunció que había sido convocado para disputar la Copa Mundial de Fútbol Sub-20 de 2017 en Corea del Sur 

### Participaciones en Copas del Mundo
| Mundial | Sede | Resultado | PJ | Goles | Copa Mundial Sub-17 de 2015 | Chile | Primera Fase | 3 | 0 |

| Mundial | Sede | Resultado | PJ | Goles | Copa Mundial Sub-20 de 2017 | Corea del Sur | Primera Fase | 3 | 0 |